# Vargbron

Vargbron är en gångbro som går över Mögsjön i Storfors.
Bron är en 25 meter lång och 2 meter bred limträbro med brofästen av trä.
Den ersatte en tidigare balkbro som befunnits vara i för dåligt skick för att kunna repareras.